# Trinidad Moruga Scorpion

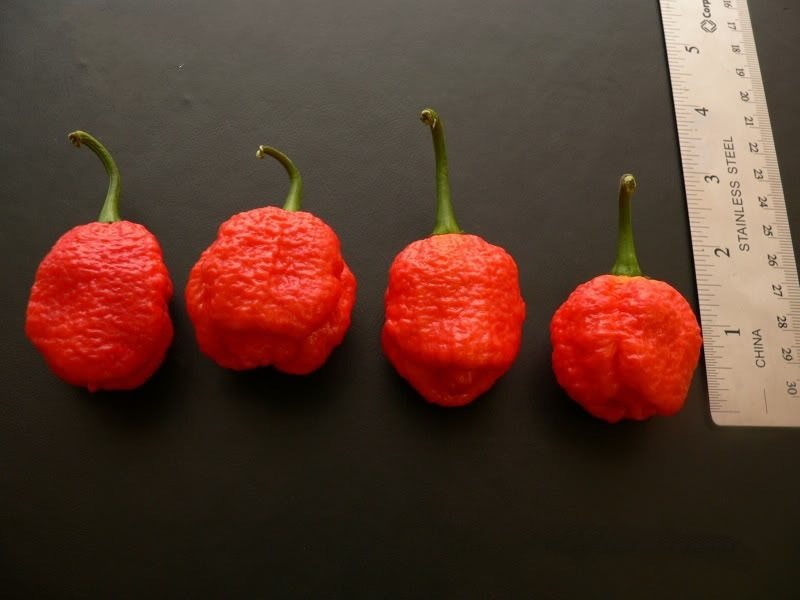
Reife Früchte

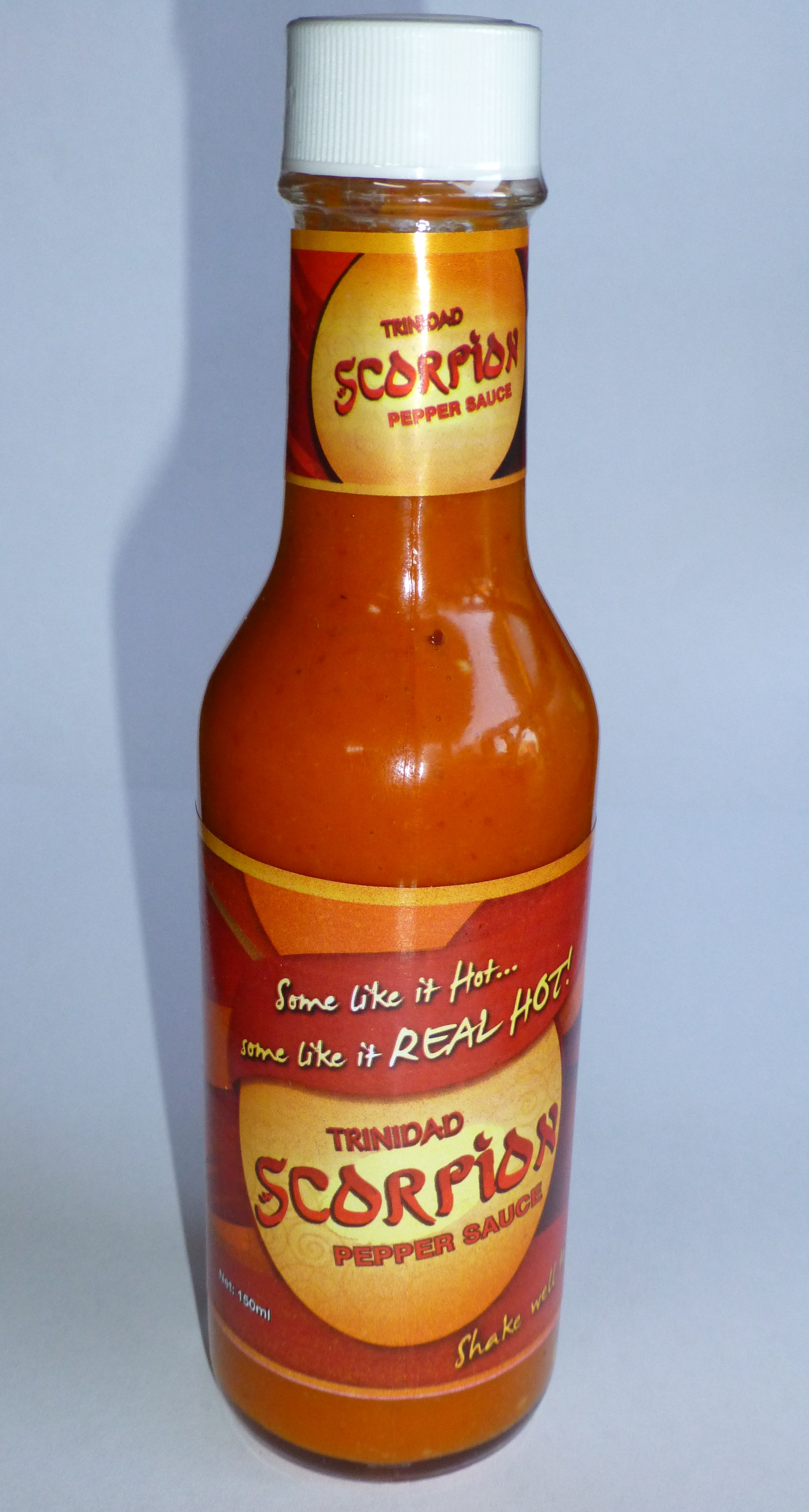
Chilisauce mit Trinidad Moruga Scorpion

Die Trinidad Moruga Scorpion ist eine der schärfsten Chili-Sorten. Sie gehört zur Art Capsicum chinense.

## Beschreibung
Die Beere erreicht im Endstadium etwa Golfballgröße.

## Zucht
Züchter der Trinidad Moruga Scorpion ist Wahid Ogeer, in den 2010er-Jahren Präsident des Practical Agricultural Training Institute of Trinidad and Tobago und der Confederation of Farmers Association of Trinidad and Tobago. Wegen ihres Namens wird die Chilisorte oft mit dem Dorf Moruga im äußersten Süden Trinidads assoziiert, Quellen zum Ort der Erstzüchtung gibt es jedoch nicht. Die Ländereien des Züchters Ogeer liegen in Freeport bei Chaguanas.

## Geschmack und Schärfe
Bei Versuchen und Proben mit einer Auswahl mehrerer bekannter Chilisorten wurde die Trinidad Scorpion Moruga vom Chile Pepper Institute der New Mexico State University 2012 als damals schärfste Sorte der Welt identifiziert. Ihre durchschnittliche Schärfe liegt bei mehr als 1,2 Millionen Einheiten auf der Scoville-Skala, während die Früchte aus einer einzelnen Pflanze 2 Millionen Einheiten – und damit deutlich mehr als der vorherige Rekordhalter Bhut Jolokia – erreichen. Im November 2013 verlor sie ihren Titel als Schärfste Chili der Welt an die Züchtung Carolina Reaper.
Neben der Schärfe entfalten die Schoten einen fruchtigen Geschmack, was eine Kombination von süß und scharf ergibt.